# Bagual
Le Bagual est un cheval sauvage de la pampa d'Argentine et du Chili. Ses ancêtres sont introduits par les conquistadores aux alentours de Buenos Aires. Ces animaux, trouvant un environnement favorable, colonisent largement toute la Patagonie continentale. Les Baguales sont désormais beaucoup moins nombreux, ayant été largement capturés et domestiqués. Ils présentent le type Criollo, et sont à l'origine des races du Criollo argentin et du Criollo chilien. 

## Histoire
Le mot « Bagual » désigne simplement le cheval sauvage en espagnol, et se réfère aux chevaux sauvages argentins, bien que le nom de Criollo leur soit souvent appliqué à tort. Il ne s'agit donc pas à proprement parler d'une race de chevaux. Ils descendent des montures domestiques importées par les conquistadores, et sont redevenus sauvages. 
L'existence de hardes de Baguales en liberté dans la pampa est signalée pour la première fois au roi Philippe II par Juan de Garay et le père Rivadeneyra en 1580. Deux ans plus tard, il signale la présence d'un grand nombre de chevaux présents aux alentours de Buenos Aires depuis le temps de Mendoza. Par la suite, pour accorder des concessions royales sur les terres fréquentées par ces chevaux, le nombre de Baguales est sans doute surestimé par les comptables au service du roi, dans la mesure où ils génèrent une taxe à régler en tant que bien commun. En 1585, leur nombre est estimé à plus de 80 000 têtes par l'officier Montalvo. Une cinquantaine d'années plus tard, le gouverneur Diego Valdes y de la Banda écrit à Philippe III que le nombre de baguales excède celui des chevaux du désert des rois de Perse (150 000), car ils sont plus d'un million et demi. 
En 1748, le père José Cardiel cite « une infinité de juments sauvages » dans les alentours de Buenos Aires. Ces chevaux sont parfois capturés par les peuples natifs. 
Le mot Bagual a changé de signification au fil du temps, notamment avec la réduction du nombre de chevaux sauvages en Amérique du Sud. Son sens est devenu adjectival et plus péjoratif, venant à désigner tout cheval non coopératif ou indompté. Les Baguales sont à l'origine des races enregistrées de Criollos (Criollo argentin et Criollo chilien).

## Description

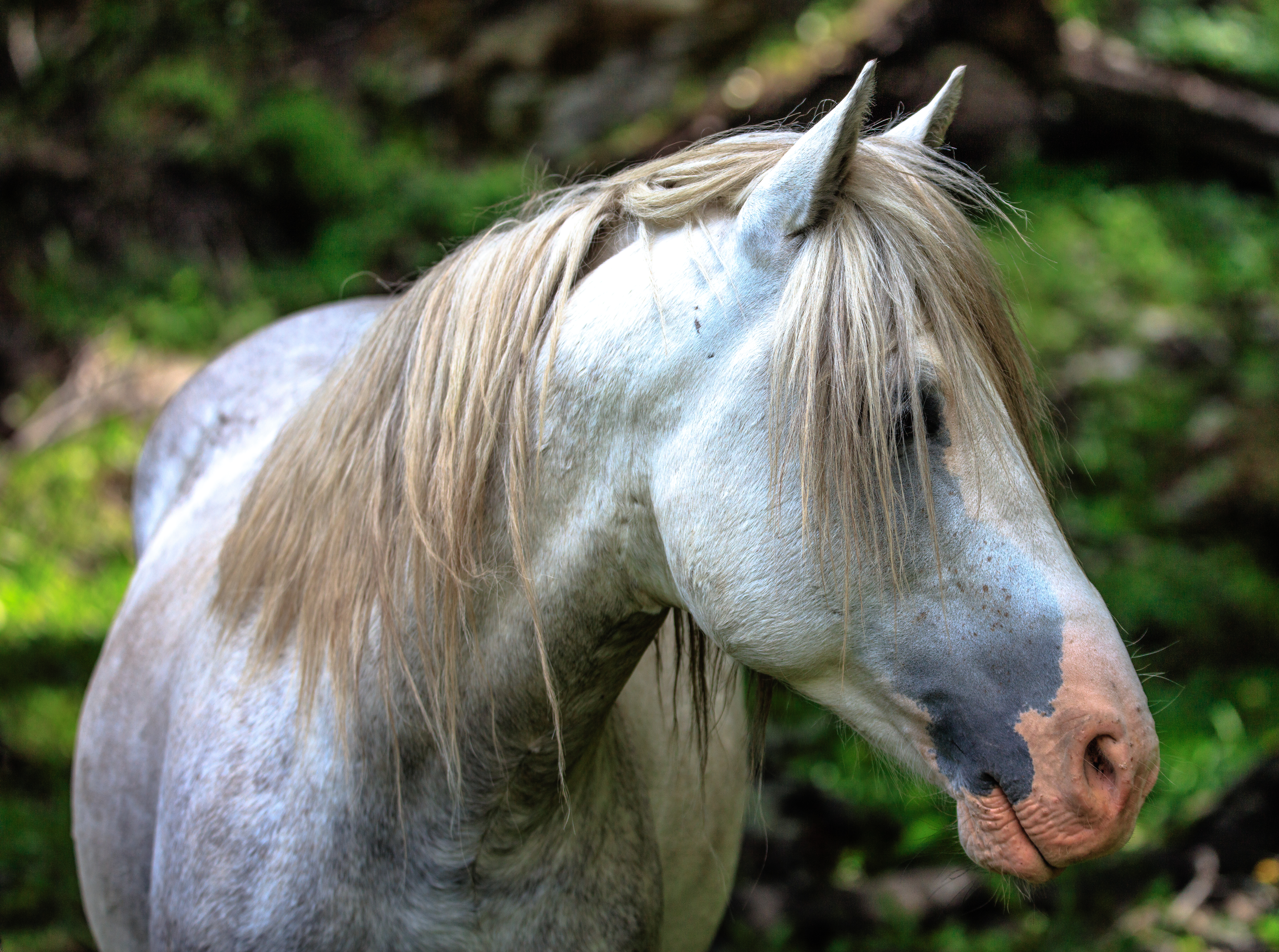
Bagual gris à Ushuaïa

Ils présentent le type du Criollo. C'est un cheval de petite taille qui aborde toutes les robes unies possibles. Les marques primitives sont présentes ainsi que des pommelés et des rouannés.

## Utilisations
Ces animaux sont souvent montés en rodéo. Ils sont souvent capturés par les Gauchos pour être dressés et servir de monture.

## Diffusion
Ces chevaux sauvages se trouvent en Argentine et au Chili, dans toute la Patagonie continentale, sur la Terre de Feu et l'île Riesco. En Argentine, ils sont notamment présents dans la province de Santa Cruz et le parc national Los Glaciares. Au Chili, il n'existe pas de statistiques quant à la présence de ces chevaux sauvages dans le sud du pays. En Argentine, il y aurait environ 1 500 sujets originaires de Bahía Onelli et de la péninsule d'Avellaneda, dans la province de Santa Cruz. Environ 15 000 baguales vivraient dans la Punta Mascarello, dans le parc national Los Glaciares, où ils sont au centre de préoccupations concernant leur impact sur la faune locale.

## Dans la culture
Parallèlement à la baisse du nombre de chevaux baguales, ils ont acquis une dimension romantique et sont devenus l'un des sujets de la littérature locale, phénomène commun à celui du Mustang en Amérique du Nord. 